# Парламент Гренландии
Парламент Гренландии (гренл. Kalaallit Nunaanni Inatsisartut, дат. Grønlands parlament, до 2009 года Ландстинг, дат. Grønlands Landsting) — однопалатный парламент, выборный орган законодательной власти Гренландии, автономной провинции Дании, имеющий компетенцию во внутренних делах острова и утверждении правительства и премьер-министра. Избирается с момента получения островом автономии в 1979 году.
Состоит из 31 депутата, избираемого по коммунальным спискам сроком на 4 года. Парламент Гренландии возглавляется Президиумом, состоящим из 4 депутатов и председателя.
Председателем с 22 сентября 2023 года является Мими Карлсен из партии «Инуит Атакватигиит».

## Результаты последних выборов
|        |                      |         |       |      |       |
| Партия | Партия               | Голосов | %     | Мест | Изм.  |
|        | «Демокраатит»        | 8563    | 30,26 | 10   | ▲7    |
|        | «Налерак»            | 7009    | 24,77 | 8    | ▲4    |
|        | «Инуит Атакватигиит» | 6119    | 21,62 | 7    | ▼5    |
|        | «Сиумут»             | 4210    | 14,88 | 4    | ▼6    |
|        | «Атассут»            | 2092    | 7,39  | 2    | ▬     |
|        | «Куллек»             | 305     | 1,08  | 0    | новая |